# Butia capitata

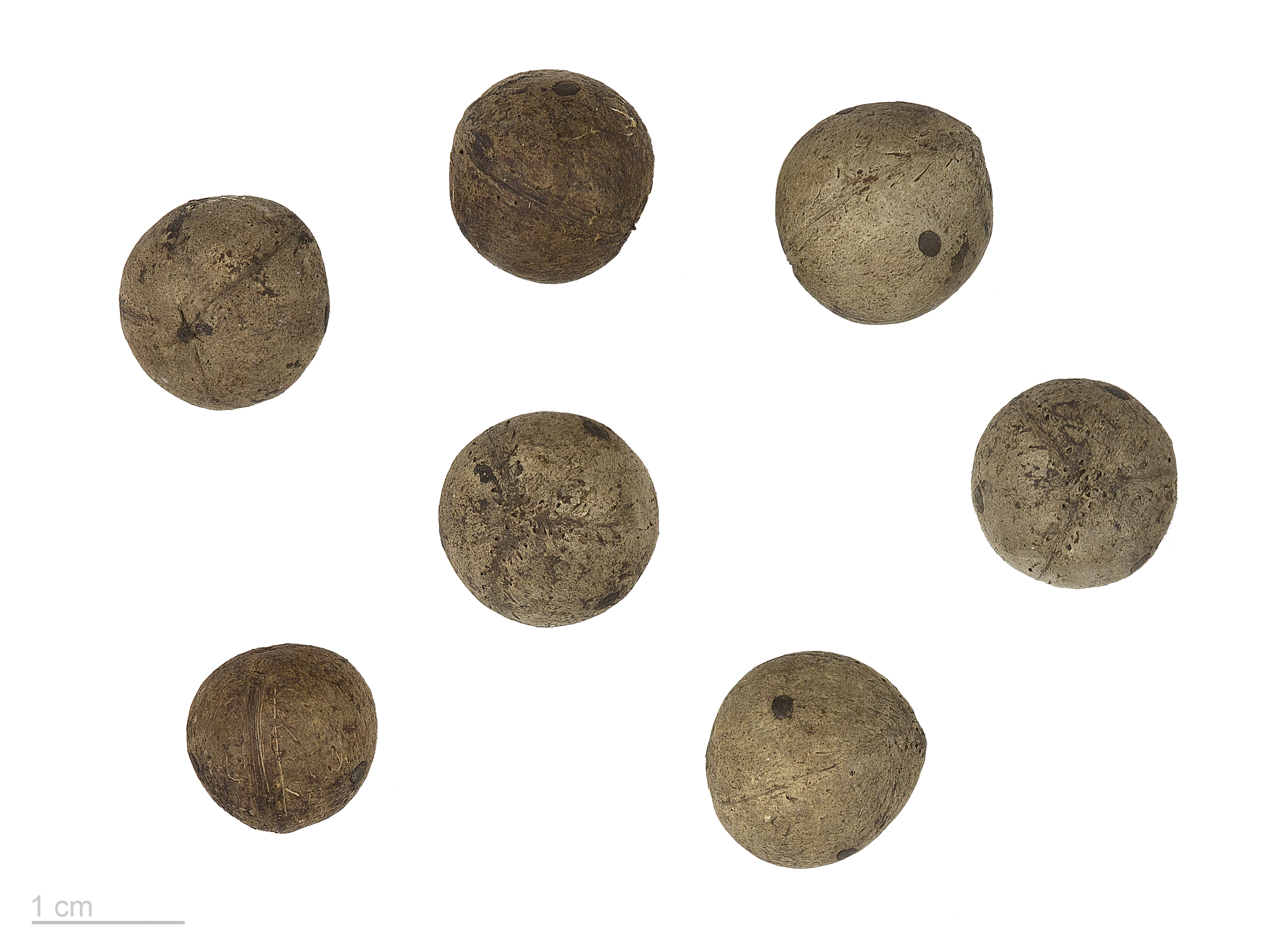
Butia capitata - MHNT

La palmera capitata o palmera de la jalea (Butia capitata) es una especie del género Butia de la familia de las palmeras (Arecaceae). Habita en áreas tropicales de Sudamérica, siendo endémica del centro-oriente de Brasil.
No debe confundirse con la especie que forma extensos palmares en el este de Uruguay y el sur de Brasil, que por largo tiempo fue incluida en Butia capitata pero que, desde el año 2011, pasó a ser tratada como una especie distinta a esta, correspondiéndole el nombre científico de Butia odorata.

## Distribución y hábitat
Esta palmera se distribuye especialmente en el noreste de Argentina, este de Uruguay y de manera endémica en el centro-este de Brasil, siendo un endemismo de la provincia fitogeográfica del cerrado de los estados de Goiás, Bahía y Minas Gerais. 

## Características
B. capitata es una palmera solitaria, de 4 a 5 metros de altura. El tronco posee un diámetro de 20 a 30 cm, y ocasionalmente es subterráneo. Cada corona posee de 11 a 20 hojas pinadas y arqueadas, las que miden de 80 a 170 cm de longitud y son de color glauco. Se subdividen en 49 a 53 foliolos a ambos lados, los que se presentan dispuestos formando una “V”. 
Bráctea peduncular de color glauco y de 50 a 100 cm de longitud. Flores sobre un raquis de 33 a 55 cm de longitud, con 100 ramas floríferas de 8 a 30 cm de longitud. El fruto maduro es amarillo a amarillo rojizo, comestible de un sabor ácido, que presenta una forma oblonga; en su interior posee una fibra densa y pulposa.
Esta especie puede formar híbridos con otras especies de palmeras como la Syagrus romanzoffiana, con la cual forma un híbrido denominado Butiagrus.

## Taxonomía
Butia capitata fue descrita originalmente en el año 1826 por el botánico alemán Carl Friedrich Philipp von Martius bajo el nombre científico de Cocos capitata indicando que habitaba cerca de la ciudad de Montes Claros, en el estado de Minas Gerais, siendo una especie característica del cerrado y endémica de la región del Planalto Central de Brasil.
En el año 1891 fue descrito el taxón del sur de Brasil y el Uruguay por el botánico brasileño João Barbosa Rodrigues bajo el nombre científico de Cocos odorata, indicando que habitaba en campos de Río Grande del Sur y en la isla de los Padres, cerca del río Cebollatí (laguna Merín), Uruguay. En el año 1916 Odoardo Beccari aceptó a medias el nombre propuesto por Barbosa Rodrigues pues creó Butia capitata var. odorata (Barb. Rodr.) Becc.
Ambos taxones son claramente diferentes y las poblaciones naturalmente más próximas están separadas entre sí por unos 1000 kilómetros de distancia.
A pesar de esto, Glassman en el año 1979 pasó tanto a Cocos odorata como a Butia capitata var. odorata a la sinonimia de Butia capitata, si bien recomendó la necesidad de continuar estudiando el problema taxonómico.
En la segunda mitad de la década de 1990, el especialista en esta familia Henderson indicó sobre las palmeras de la población austral que: “...tal vez deberían ser reconocidas como una especie separada, en cuyo caso Butia odorata sería el nombre correcto”, postura que recibió el apoyo de otros especialistas.
En el año 2004 en su tesis doctoral, Marcato creó el nombre de Butia odorata (Barb.Rodr.) Noblick ex Marcato, pero nunca publicó su tesis ni el nombre. En ese mismo año Lorenzi y otros publicaron el nombre de Butia odorata (Barb.Rodr.) Noblick y Pirani, pero carecían de una referencia basionímica adecuada, por lo cual la transferencia fracasó.
En el año 2010 también Lorenzi y otros publicaron el nombre de Butia odorata Noblick y Lorenzi, pero tenía una referencia basionímica errónea, por lo que representa un nombre ilegítimo. 
Finalmente se publicó la transferencia Butia odorata (Barb. Rodr.) Noblick, la que pasó a ser considerada como la final, legal y oficial de Cocos odorata Barb. Rodr. hacia el género Butia, con su referencia basionímica correcta.
Por todo ello, la combinación científica: Butia capitata queda ahora limitada a los ejemplares correspondientes a la población septentrional.
Etimología
El nombre genérico Butia proviene del nombre vernáculo dado en Brasil a los miembros de este género. El término específico "capitata" viene del latín, en donde significa ‘con una cabeza’, en razón de la corona foliar.